# Martin Iwanow (judoka)
Martin Iwanow (bułg. Мартин Иванов, ur. 11 lipca 1988) – bułgarski judoka. Olimpijczyk z Londynu 2012, gdzie zajął  siedemnaste miejsce wadze półlekkiej.
Uczestnik mistrzostw świata w 2009, 2010, 2011 i 2014. Startował w Pucharze Świata w latach 2008-2012 i 2014. Trzeci na uniwersjadzie w 2009. Mistrz kraju w latach 2008–2011, 2014 i 2015 roku.

## Letnie Igrzyska Olimpijskie 2012
| Konkurencja | Eliminacje           | Klas. końcowa |
| Konkurencja | Przeciwnik I         | Miejsce       |
| ----------- | -------------------- | ------------- |
| 66 kg       | Siergiej Lim (KAZ) P | 17.           |